# Esteban Terradas
Esteban Terradas Illa (Barcelona, 15 de septiembre de 1883-Madrid, 9 de mayo de 1950) fue un científico e ingeniero español, doctor en Ciencias Exactas y en Ciencias Físicas, ingeniero de caminos, canales y puertos e ingeniero industrial (1909). Investigó y enseñó en los campos de matemáticas y ciencias físicas, trabajando no sólo en su Cataluña natal, sino también en el resto de España y en América del Sur.
Terradas fue catedrático de Física Matemática y, anteriormente, de Análisis Matemático, tercer curso (Ecuaciones Diferenciales):), en la Universidad Central de Madrid y, por oposición, de Acústica y Óptica (1907), Electricidad y Magnetismo y Mecánica Racional en la Universidad de Barcelona, y de la última asignatura en la Universidad de Zaragoza y de las Universidades de Buenos Aires y La Plata (Argentina) y Montevideo (Uruguay).
En 1914 ganó la cátedra de Automovilismo de la Escuela del Trabajo.
A partir de 1942 presidió el Instituto Nacional de Técnica Aeroespacial español, en cuya creación había participado decisivamente.
Fue miembro de la Real Academia Española; Individuo de Número de la Real Academia de Ciencias Exactas, Físicas y Naturales en 1911, de la Real Academia de Ciencias y Artes de Barcelona (1909), y honorario de la de Medicina de la misma capital. También fue miembro de la National Geographic Society, y de la Academia de Ciencias de Baviera.
También fue distinguido como doctor honoris causa de las Universidades de Buenos Aires, de Santiago de Chile y de Toulouse (Francia); miembro honorario de la Asociación de Ingenieros Argentinos, y de la Sociedad de Ingenieros de Perú entre muchas otras distinciones.
En 1911 fue el primer presidente de la Sociedad Astronómica de Barcelona.
En 1949 se le concede la Gran Cruz de la Orden de Alfonso X el Sabio así como la  Gran Cruz del Mérito Aeronáutico.

## Inicios
Nació en Barcelona el 15 de septiembre de 1883. Estudió en Charlottenburg (Berlín), Barcelona y Madrid. Alumno prodigio, ingresó en la universidad con quince años. Se doctoró también en ciencias exactas y físicas en 1904, y fue profesor de las universidades de Zaragoza (España), Barcelona y Madrid. Se especializó en ciencias físico-matemáticas, publicó numerosos artículos sobre estos temas y en 1909 leyó en la Academia de Ciencias y Artes de Barcelona una memoria destacada: Emisión de radiaciones por cuerpos fijos o en movimiento.

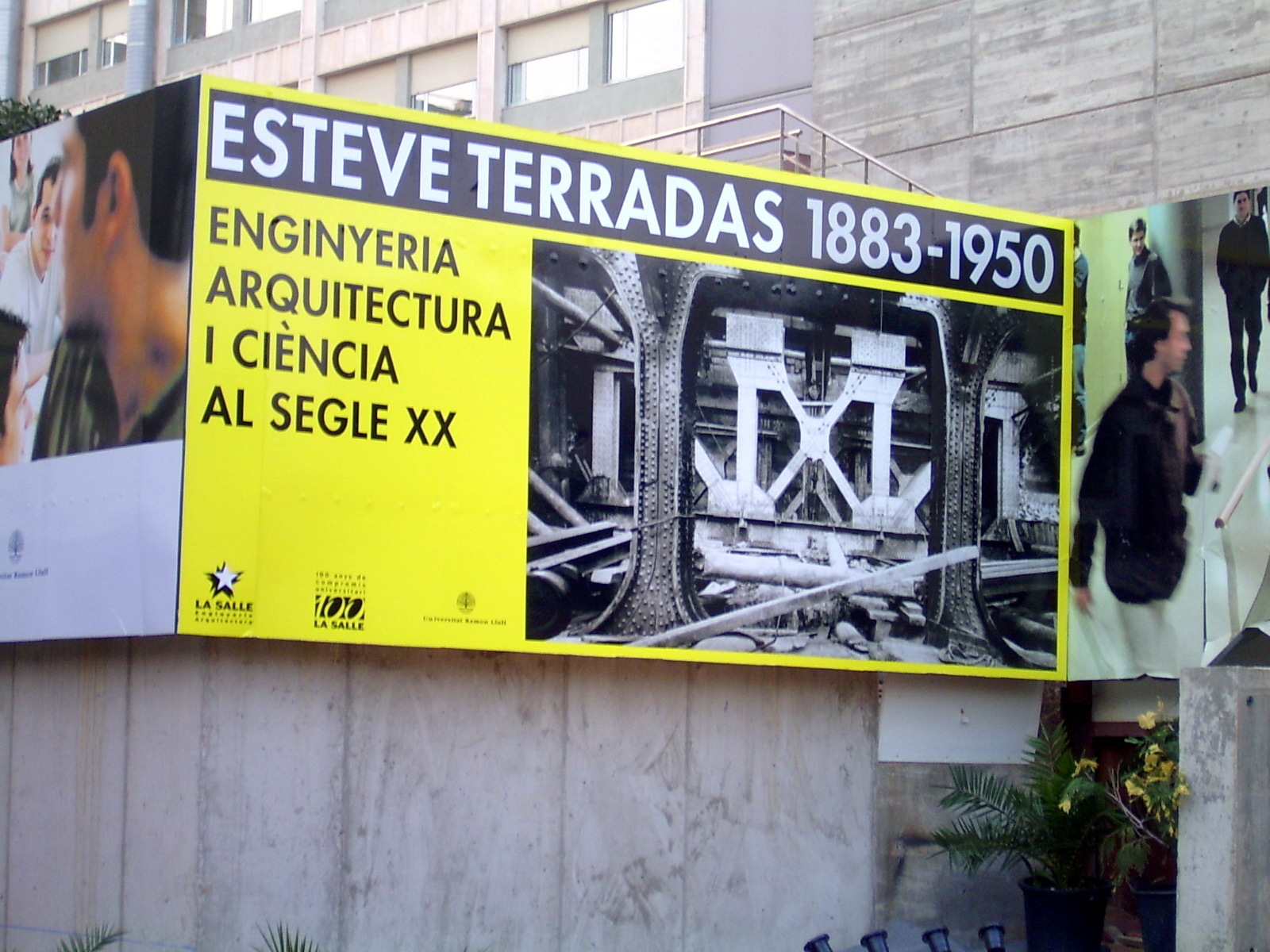
Cartel de la entrada de La Exposición en homenaje a Terradas en la Escuela de Ingeniería y Arquitectura de la Salle (Barcelona) en 2004.

## Pedagogo y científico
También ejerció una actividad pedagógica importante. Publicó artículos en la Revista de la Academia de Ciencias, de Madrid, y en el boletín del Instituto de Ciencias de Barcelona. Fundó un seminario físico-matemático, donde juntó a los científicos más valiosos de su tiempo. Fue miembro fundador de la Sección de Ciencias del Instituto de Estudios Catalanes en 1911. También fue colaborador de la Colección Minerva, donde publicó El radi.
En 1919 fundó el Instituto de Electricidad y Mecánica Aplicadas y fue director; también ejerció de profesor de la sección de Electrotecnia de la Escuela del Trabajo.
Muy interesado por las teorías de los cuanta y de la relatividad, hizo venir a Barcelona a profesores como Jacques Hadamard (1921), Hermann Weyl (1921), Arnold Sommerfeld (1922), Tullio Levi-Civita (1922) y Albert Einstein (1923), entre otros, en el marco de los Cursos Monográficos de Altos Estudios de Intercambio promovidos por la Mancomunidad de Cataluña. Dirigió una serie de monografías científicas que eran una recopilación de estas conferencias y de otros personajes, como Julio Palacios, Julio Rey Pastor, Jacques Hadamard, entre otros, editadas por el Instituto de Estudios Catalanes dentro de la serie "Cursos de Física y Matemática".

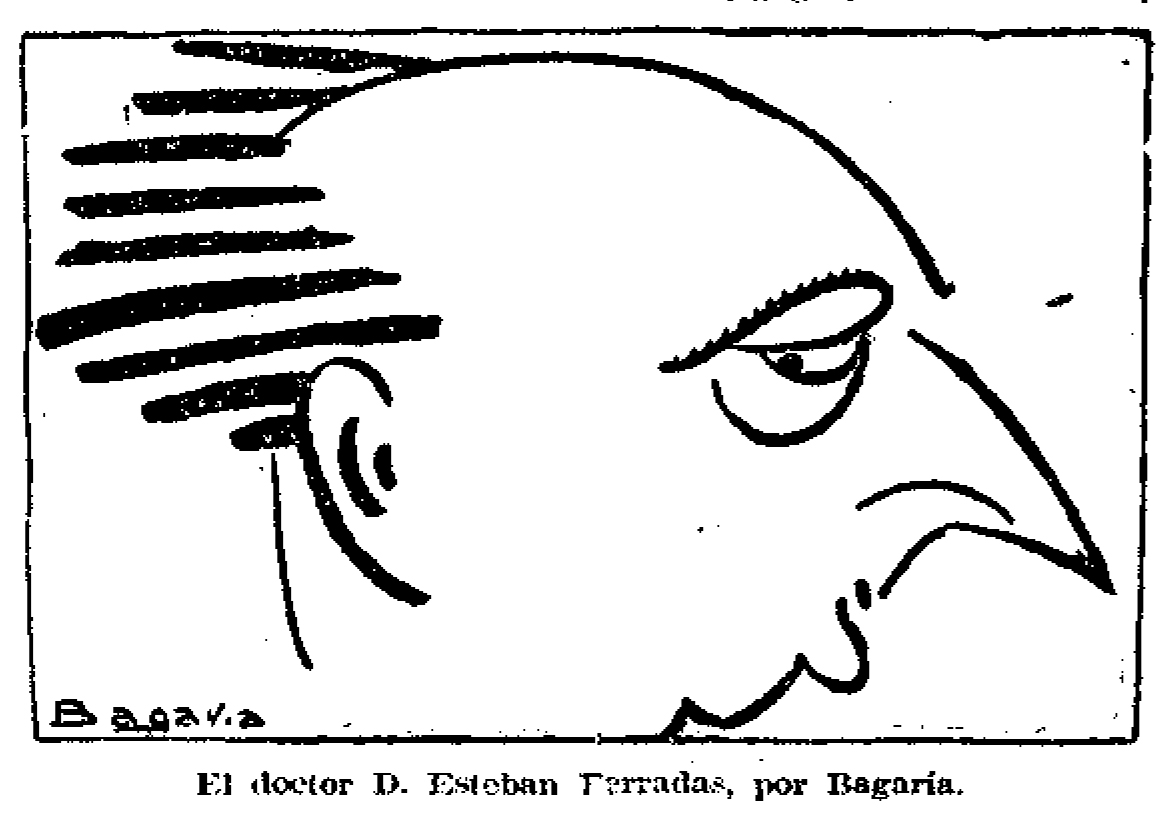
Caricaturizado por Bagaría en El Sol (1928)

Como resultado de la invitación de Terradas, Albert Einstein visitó Barcelona entre el 22 y el 28 de febrero de 1923, como parte de los cursos monográficos de Altos Estudios y de Intercambio organizados por la Mancomunidad de Cataluña y dirigidos por Rafael de Campalans. Einstein dijo en una ocasión: «Éste es uno de los cinco hombres más inteligentes que conozco y uno de los pocos que puede comprender hoy en día la Teoría de la Relatividad».[cita requerida]
En mayo de 1942 fue nombrado presidente del Patronato del Instituto Nacional de Técnica Aeroespacial, recién creado, cargo que ocuparía hasta su muerte. En 1946 ingresó, con un discurso sobre los neologismos y arcaísmos en las ingenierías, en la Real Academia Española; en 1948 ingresó en la National Geographic Society, y en 1950 en la Academia de Ciencias de Baviera.

## La fotografía
Terradas también se interesó por la fotografía, que comenzaba a popularizarse a principios del siglo XX, utilizándola tanto para ilustrar sus trabajos técnicos y científicos, como en su vida personal, destacando en este ámbito los retratos. También son numerosas las fotografías de sus viajes por España, Europa y Sudamérica. Sus planteamientos estéticos estaban próximos a las tendencias constructivistas y de la Nueva Objetividad.

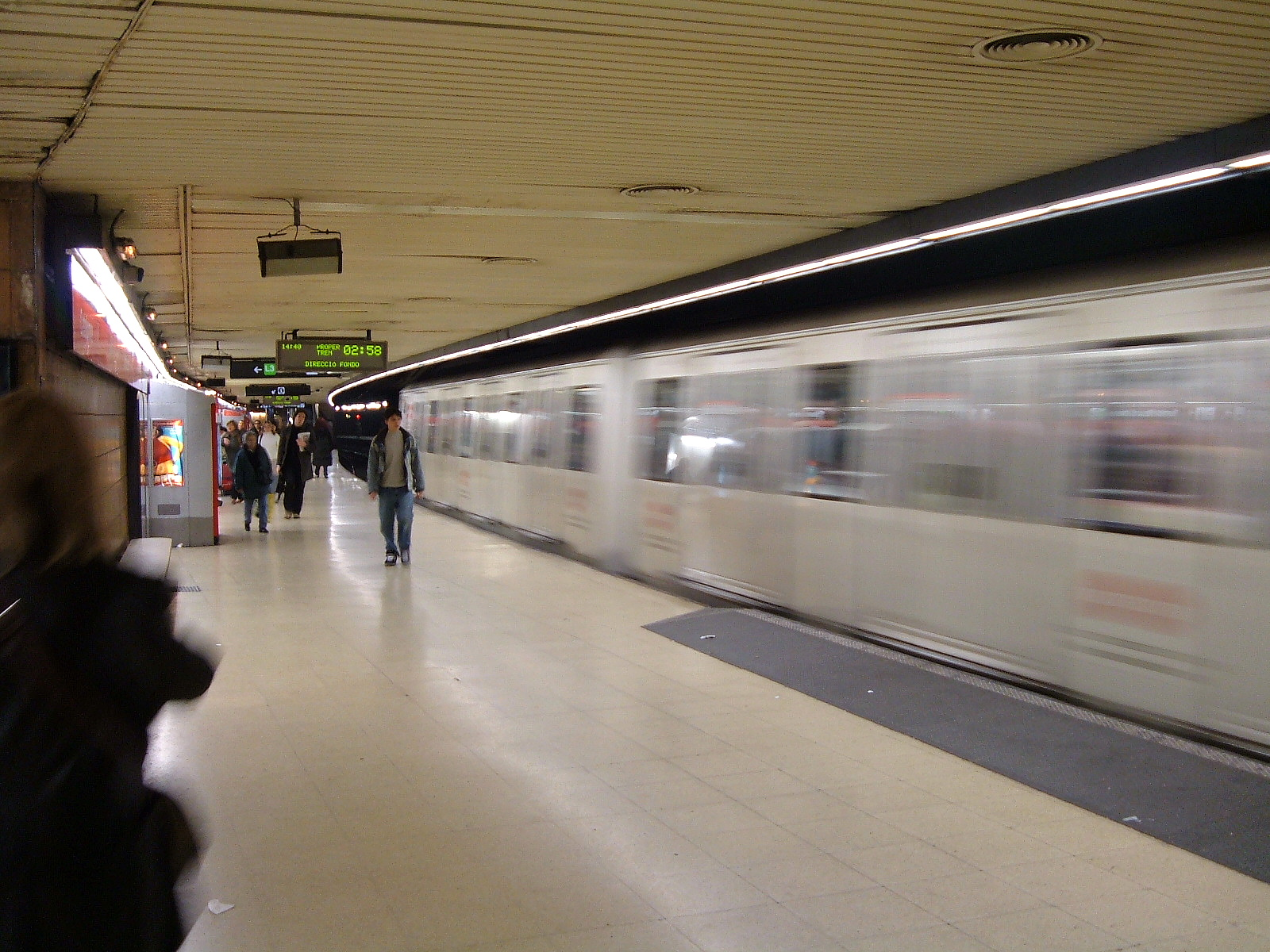
Estación del metro en plaza Cataluña (Barcelona), construida por Terradas.

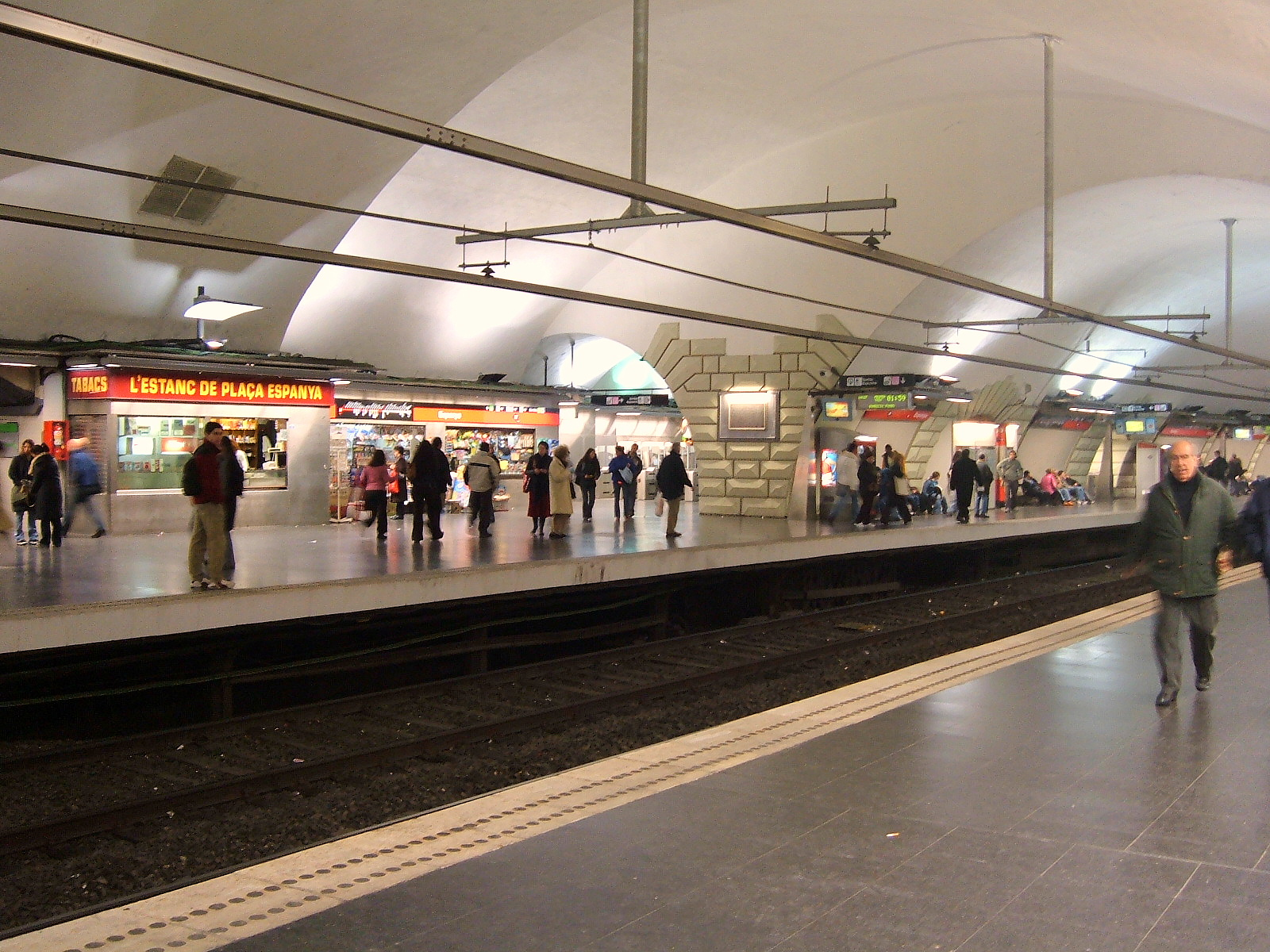
Parada del metro en plaza España (Barcelona), donde se puede apreciar la bóveda original, construida por Terradas.

Se conserva un fondo con su obra fotográfica en el Archivo Histórico Fotográfico del Instituto Estudios Fotográficos de Cataluña. Este fondo está compuesto por 3.458 imágenes, tomadas por Terradas entre 1910 y 1936, aproximadamente.

## Trabajos
En 1910 publicó "Elementos discretos de materia y radiación", "Corrientes marinas" (1941) y, para ingresar a la Real Academia Española, el volumen "Neologismos, arcanismos en plàtica de ingenieros" . Como enciclopedista, fue autor de varios artículos en la Enciclopedia Espasa, incluyendo los de Mecánica Celeste, la Luna y la Relatividad.

## La obra de la Mancomunidad
En 1916 ganó el concurso para ocupar la dirección de la Sección de Teléfonos de la Mancomunidad de Cataluña, que debía hacer llegar el teléfono hasta todos los rincones de Cataluña. Instalaron la primera central automática en Balaguer en 1924.
En 1918, Terradas fue escogido para dirigir la Sección de Ferrocarriles Secundarios de la Mancomunidad, que debía descentralizar el territorio, tarea que no se llegó a completar porque el 13 de septiembre de 1923 comenzó la dictadura de Primo de Rivera.
También fue director de obras de los Ferrocarriles de la Mancomunidad de Cataluña, dirigió (1923-25) y proyectó la construcción del Ferrocarril Metropolitano Transversal de Barcelona, inaugurado en 1926, y otras líneas de ferrocarriles de Cataluña.
Se dice que el presidente de la Mancomunidad de Cataluña, Josep Puig i Cadafalch, le encargó un estudio sobre la estabilidad de la "bóveda catalana", estudio que se conserva en el archivo del Instituto de Estudios Catalanes.

## Conferencias y publicaciones
Hizo conferencias en diversas universidades sudamericanas y fue profesor en las de Buenos Aires y Río de la Plata (Uruguay) (1936-39).
En 1929 fue miembro del Consejo de Administración de la Compañía Telefónica Nacional de España. Ganó en Madrid la cátedra de ecuaciones diferenciales, de nueva creación, en 1932.
También fue miembro del Consejo Superior de Investigaciones Científicas desde su fundación, en 1940.
Publicó Los elementos discretos de la materia y la radiación (1910), Corrientes marinas (1941) y, al ingresar en la Real Academia Española, el volumen Neologismos, arcaísmos en plática de ingenieros (1946).
Como enciclopedista es autor de numerosas voces de la Enciclopedia Espasa como Aviación, Mecánica Celeste, Luna, Relatividad, Ferrocarril, y Telefonía entre muchos otros.
Murió en Madrid el 9 de mayo de 1950.